# Jorge del Castillo
Pour les articles homonymes, voir del Castillo et Gálvez.
Jorge Alfonso Alejandro del Castillo Gálvez, né le 2 juillet 1950 à Lima, est un avocat et homme d'État péruvien. C'est un membre dirigeant du Parti apriste dont il est secrétaire général de 1999 à 2006. Il est maire de Lima de 1987 à 1989 et président du Conseil des ministres du 28 juillet 2006 au 14 octobre 2008.

## Biographie

### Études
Jorge del Castillo étudie le droit à l'université nationale principale de San Marcos de 1968 à 1974. C'est dans cette université qu'il devient militant de l'Alliance populaire révolutionnaire américaine. Entre 1993 et 1994, il étudie le droit constitutionnel à l'université pontificale catholique du Pérou.

### Carrière politique
De 1984 à 1986, del Castillo est maire de Barranco, un district de Lima. En 1985, le président Alan García le nomme préfet de la capitale, sous la tutelle du ministère de l'Intérieur. En 1986, il est élu maire de Lima et exerce ce mandat du 1er janvier 1987 au 31 décembre 1989. Il est connu pour avoir promu les expropriations, les invasions et les occupations illégales et peu sérieuses dans quelques districts créés pour ces fins dans la ville de Lima, comme le district de El Agustino.[réf. nécessaire]
Aux élections générales de 1990, il est élu député de Lima. Au moment du coup d'État d'Alberto Fujimori le 5 avril 1992, del Castillo est arrêté par des militaires et détenu avec d'autres militants apristes. La maison d'Alan García ayant été saisie, Jorge del Castillo aide ce dernier à se réfugier en Colombie. Il retourne en politique en 1995 et est élu au Congrès. Il est réélu en 2000, 2001 et 2006. Aux élections générales de 2001, il est candidat au côté d'Alan García à la seconde vice-présidence de la République.

### Président du Conseil des ministres
Le 27 juillet 2006, del Castillo est désigné président du Conseil des ministres par le président nouvellement élu Alan García et prête serment le jour suivant. Le 10 octobre 2008, il démissionne avec tout son cabinet à la suite de la découverte d'une affaire de corruption dans le secteur de l'énergie impliquant des membres du parti apriste péruvien.

### Retour au Congrès
Candidat au Congrès pour les élections de 2011, il est battu mais retente sa chance lors du scrutin de 2016 et est cette fois-ci élu. Son mandat prend fin le 30 septembre 2019 avec la dissolution du parlement par le président Martín Vizcarra.